# Kopaniny (gmina Lututów)
Kopaniny – wieś w Polsce położona w województwie łódzkim, w powiecie wieruszowskim, w gminie Lututów. Kopaniny leżą w historycznej ziemi sieradzkiej. Do lat 50. XX w. znajdowały się w gminie Klonowa.
W latach 1975–1998 miejscowość należała administracyjnie do województwa sieradzkiego.